# Thomas Miller (Journalist)

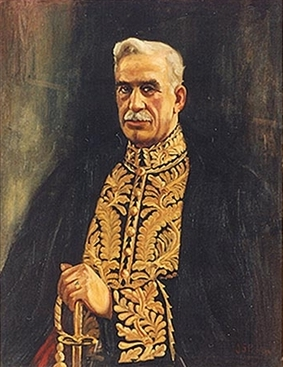
Thomas Miller

Thomas Miller (* 21. Juli 1876 in Grand Valley, Ontario; † 20. Juni 1945 in Regina) war ein kanadischer Journalist. 1945 war er weniger als vier Monate lang Vizegouverneur der Provinz Saskatchewan.

## Biografie
Miller zog in seiner Kindheit zusammen mit seiner Familie nach Regina in den damaligen Nordwest-Territorien. 1892 begann er eine zweijährige Lehre bei der Zeitung Regina Standard, zu deren Besitzern der spätere Premierminister von Saskatchewan, Thomas Walter Scott, gehörte. Als Scott 1894 die Moose Jaw Times gründete, betraute er Miller mit der Leitung der Druckerei. Zwei Jahre später stieg er zum Verwaltungsratspräsidenten und Chefredakteur dieser Zeitung auf und leitete sie für die nächsten fünf Jahrzehnte.
Generalgouverneur Lord Athlone vereidigte Miller am 27. Februar 1945 als Vizegouverneur von Saskatchewan. Da die Regierung ein Jahr zuvor das Government House aus Spargründen geschlossen hatte, machte er das Hotel Saskatchewan zu seiner offiziellen Residenz. Zu seinen Hauptaufgaben gehörte die Organisation zahlreicher Siegesparaden nach dem Ende des Zweiten Weltkriegs. Nur 15 Wochen nach der Vereidigung starb Miller an einem Herzinfarkt.